# Löwenbräu
La Löwenbräu Aktiengesellschaft è un birrificio di Monaco di Baviera che produce birra secondo la legge Reinheitsgebot, istituita nel 1516. Löwenbräu in italiano significa "birra del leone". Dal 1997 ha cessato l'attività autonoma per confluire con Spatenbräu nello Spaten-Löwenbräu-Gruppe, a sua volta del gruppo Anheuser-Busch InBev.

## Storia

### Controversie sulla data di fondazione
Per lungo tempo si è ritenuto il 1383 l'anno ufficiale della fondazione. Questo dato è risultato falso. Una possibile data realistica è quella del 1524. In quell'anno Jörg Schnaitter, pierprew era presente in Löwengrube 17. Il nome Löwenbräu risale al 1746 come si evince dalla numerazione Biersudverzeichnis di Monaco di Baviera.
La birra Löwenbräu è stata servita ad ogni Oktoberfest di Monaco dal 1810 ed è una delle sei industrie della birra autorizzate a servire la birra al festival. Durante l'Oktoberfest, Löwenbräu tratta una birra speciale chiamata Oktoberfestbier o Wiesenbier ("birra della Wies'n", il parco in cui si tiene la festa a Monaco), una birra chiara ambrata e fresca.
Il birrificio Löwenbräu è stato bombardato durante un'incursione aerea nel 1945. Fu in seguito ricostruito.
Fino al 2002 la birra Löwenbräu è stata venduta sui mercati americani sotto licenza da Miller Brewing Company. Benché fosse usato lo stesso metodo di produzione il gusto era diverso dalla versione monachese. Dopo il 2002 Löwenbräu ha iniziato ad esportare direttamente la sua birra da Monaco, migliorando enormemente la qualità per i bevitori americani. Per distinguersi dalla versione Miller Löwenbräu la versione tedesca è lanciata sul mercato sotto il nome di Löwenbräu Original. Alcuni negli Stati Uniti usano sempre la pronuncia americana per Löwenbräu Original, mentre altri segnano questa distinzione ed utilizzano la pronuncia tedesca per distinguere il prodotto tedesco.

## Onorificenze
- 2014: Bronzepreis nella World Beer Cup nella categoria Münchner-Style Helles, per Löwenbräu Original.[2]
- 2014: Silberpreis nella World Beer Cup nella categoria German-Style Dark Wheat Ale, per Franziskaner Hefe-Weissbier Dunkel.[2]

## Curiosità
- Nel Signore di Stechlin di Theodor Fontane (Berlino, 1899) si legge al capitolo 15: "das gefällige Wort «Löwenbräu» stand. .. «daß man ein echtes Münchener überhaupt nur noch in Berlin tränke.»" ("la piacevole parola Löwenbräu significava che un vero abitante di Monaco si ubriacherebbe solo a Berlino").
- In onore alla Löwenbräu il gruppo musicale statunitense Mötley Crüe ha messo la doppia umlaut nel nome, essendo la Löwenbräu la birra preferita del gruppo nel periodo della fondazione.
- Löwenbräu nel linguaggio popolare è nota anche come Lätschenbräu, in senso umoristico per la qualità della birra.

## Prodotti

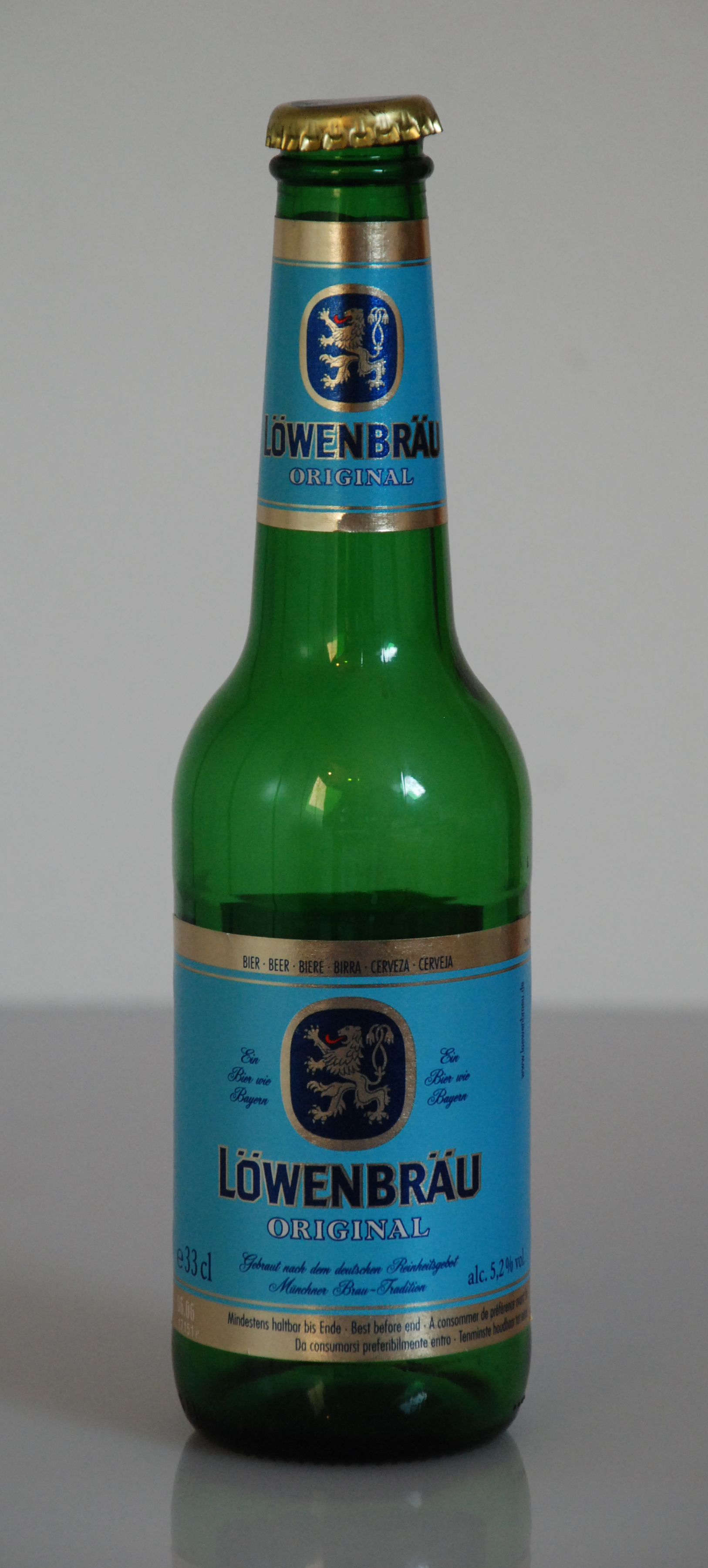
Una bottiglia di Löwenbräu Original

- Löwenbräu Urtyp, con il 5,4% di alcool (vol), colore oro-giallo.
- Löwenbräu Dunkel, con il 5,5% di alcool, colore ambrato-scuro.
- Löwenbräu Original, con il 5,2% di alcool, colore oro-giallo, fortemente brillante.
- Löwen Weisse, con il 5,2% di alcool, weizen dal colore oro-giallo con la torbidezza naturale del frumento.
- Löwenbräu Schwarze Weisse, con il 5,2% di alcool, colore scuro.
- Löwenbräu Premium Pils, con il 5,2% di alcool, colore giallo paglia brillante.
- Löwenbräu Alkoholfrei, analcolica (<0,5% di alcool), colore chiaro brillante.
- Löwenbräu Radler, con il 2,5% di alcool, colore giallo-chiaro, lucido brillante.
- Löwenbräu Triumphator, con il 7,6% di alcool, colore nero scuro lucido.
- Löwenbräu Oktoberfestbier, con il 6,1% di alcool, colore chiaro brillante.